# 帚尾喙鱸
帚尾喙鱸為輻鰭魚綱鱸形目鱸亞目鮨科的其中一種，分布於中東太平洋區，從美國加州舊金山灣至秘魯海域，棲息深度可達60公尺，體長可達150公分，生活在紅樹林、河口區，為底棲性魚類，屬肉食性，可做為食用魚、遊釣魚。